# Oulanga na Nyamba
Oulanga na Nyamba, en mahorais Environnement et Tortue, est une association mahoraise à but non lucratif créée en 1998. Elle s’engage pour la protection de l’environnement plus particulièrement des tortues, à Mayotte.

## Kaz'a Nyamba
La Kaz’a Nyamba, est un centre de soin et de découverte de l'association Oulanga na Nyamba. Installée à Dzaoudzi, au bord de la vasière des Badamiers, son objectif est de soigner les tortues en détresse mais également de sensibiliser le grand public à la préservation et la découverte des tortues marines à Mayotte.